# Улица Некрасова (Ломоносов)
Улица Некра́сова — улица в городе Ломоносове Петродворцового района Санкт-Петербурга, в историческом районе Мартышкино. Проходит от улицы Жоры Антоненко до Новой улицы.
Наименована 1 декабря 1967 года в честь русского поэта и писателя Николая Алексеевича Некрасова, жившего на даче в Мартышкине в 1854—1858 годах.

## Застройка
- дом 1 — жилой дом (1978[2])
- дом 1, корпус 2 — жилой дом (1981[2])

Частная  застройка